# 蒋晓峰
蒋晓峰（1972年—），浙江省宁波市海曙区人，毕业于北京大学，曾是新华社记者，后加盟凤凰卫视，著名的战地记者之一。他也是凤凰卫视的节目主持人。

## 生平
1972年，蒋晓峰出生在浙江省宁波市海曙区，他曾先后就读于宁波碶闸街小学、杭州外国语学校、北京大学东语系，大学毕业后，蒋晓峰被新华社录取。
2004年，蒋晓峰出任新华社驻伊拉克首都巴格达首席记者，一直到2006年。
2007年7月23日，蒋晓峰加入凤凰卫视，出任凤凰卫视的高级记者、国际问题观察员职务。2011年，蒋晓峰出任凤凰卫视驻非洲利比亚记者，记录了利比亚战乱的全过程。2012年年初，中菲黄岩岛对峙事件發生時蒋晓峰出任凤凰卫视驻菲律宾记者。2012年8月12日，蒋晓峰随香港保钓人士搭乘“启丰二号”去钓鱼岛，记录了保钓人士登陆钓鱼岛的全过程。
2015年7月，蒋晓峰专访马来西亚前首相马哈迪·莫哈末。

## 主持节目
- 《總編輯時間》
- 《今日视点》（已停播）
- 《时事开讲》（已停播）